# Szalkai Sándor
Szalkai Sándor (Szeged, 1934. december 10. – Budapest, 1996. február 20.) magyar filmrendező.

## Életpályája
A Budapesti Műszaki és Gazdaságtudományi Egyetem gépészmérnöki karán végzett. 1968-ban fejezte be a Színház- és Filmművészeti Főiskola rendező szakát.

## Filmjei

### Rendezőként
- Ki mit tud? (1965)
- 23 év a padláson (1968)
- Ki van a tojásban? (1974)
- A fej (1976) (forgatókönyvíró is)
- Az elefánt (1978) (forgatókönyvíró is)
- Dániel (1978)
- Nők apróban (1978-1979)
- Kojak Budapesten (1980) (forgatókönyvíró is)
- Mozgólépcső I.-VI. (1980-1981)
- Elcserélt szerelem (1983) (forgatókönyvíró is)
- Szerelem száz háton (Popcorn és paprika) (1984)
- Emberrabló lányok (1990)

### Színészként
- A nagy kék jelzés (1970)
- Vörös föld (1982)

### Egyéb filmjei
- Nehéz emberek (1964)
- Szomszédok (1988)

## Állambiztonsági ügynöki tevékenysége
1956 decemberében letartóztatta a XI. kerületi Karhatalmi Század. Védekezésül a Népszabadságnál és a pártközpontban dolgozó kapcsolataira és a forradalom alatt „megmentett” ÁVH-s ismerősére hivatkozott, akikkel egyetértésben épült be az „ellenforradalmárok” közé. Felajánlotta szolgálatait, amit elvi alapon elfogadva, „Újlaki” fedőnéven nem hivatalosan beszervezték.
1957 februárjában a karhatalmi alakulattól átvette a BM II/5 (Belső reakció elhárító) osztályának „f.” alosztálya, amely titoktartási nyilatkozatot vett tőle és feladatokkal bízta meg. Ezeket eredményesen teljesítette, tüntetést akadályozott meg, jelentései nyomán több őrizetbe vétel és házkutatás történt. Hivatalos és formális beszervezése 1957. május 24-én történt II/5-f. alosztályon, az egyetemisták vonalán történő foglalkoztatásra. 1958-ban rezidenssé minősítették át és 5 informátornak beszervezett, fedőnévvel rendelkező műegyetemi hallgatót kapcsoltak hozzá.
Szalkai az egyetem elvégzése után a Népszabadság munkatársa lett, félállásban az Óbudai Hajógyár üzemi lapját szerkesztette. Ismerőseiről, kapcsolatairól jelent a Műszaki Egyetemről és a sajtó, tájékoztatás, művészeti élet köreiből. 1959-ben beköltözhetett a XIII. kerület Pannónia utca 42. I. emelet 1. szám alatti „Újságíró” fedőnevű BM „T” (titkos találkozási) lakásba albérlőként. 
1960 júniusában, operatív lehetőségeinek megszűnése, illetve elfoglaltságai miatt, munkáját megköszönve kizárták a hálózatból. 1966 februárjában, amikor Szalkai már az Esti Hírlap munkatársa és a Színház- és Filmművészeti Főiskola II. éves, rendező szakos, párt ösztöndíjas hallgatója, továbbá az MHSZ propaganda osztályának vezetője lett, a kémelhárítás III/II- 1-c alosztálya reaktiválta. Szalkai hat évi pihentetés után az általa választott új fedőnéven („Déry”) örömmel vállalta az ismételt együttműködést, de elfoglaltságára hivatkozva csak informátori feladatokat végzett.
1968-ban vizsgái és vizsgafilmje elkészítése miatt a kapcsolat szüneteltetését kérte. 1969-ben befejezte tanulmányait a Színház- és Filmművészeti Főiskolán és a Magyar Televízióhoz került. Az állambiztonsági szervek értesültek arról, hogy Szalkai gépkocsikkal üzérkedett, de emiatt érték szankciók, sőt kedvezményeket kapott a hatóságoktól (pl. útlevél gyors megadása, bevont jogosítvány visszaadása)
1970 elején Szalkai ügynöki tevékenységével kapcsolatban több kifogás merült fel az állambiztonság részéről, és kezdeményezték a kizárását a hálózatból, amelyre végül 1973-ban került sor.